# Her Inspiration
Her Inspiration er en amerikansk stumfilm fra 1918 af Robert Thornby.

## Medvirkende
- May Allison som Kate Kendall
- Herbert Heyes som Harold Montague
- Charles Edler som Curt Moots
- Allan Sears som Big Hank
- Jack Brammall som Looney Lige